# Вальдбілліг (комуна)
Вальдбілліг (люксемб. Waldbëlleg, фр. Waldbillig, нім. Waldbillig) — комуна Люксембургу. Входить до складу кантону Ехтернах в окрузі Гревенмахер.

## Географія
Площа території комуни становить 23,28 км² (38-е місце за цим показником серед 116 комун Люксембургу).
Висота найвищої точки комуни над рівнем моря складає 387 метрів (72-е місце за цим показником серед комун країни), найнижчої — 186 метрів (21-е місце).

## Демографія
Станом на 2011 рік на території комуни мешкало 1 438 ос.
Динаміка чисельності населення:

## Адміністративний поділ
До складу комуни входять такі поселення:
| Поселення   | Населення за даними переписів: | Населення за даними переписів: | Населення за даними переписів: |
| Поселення   | на 31.03.1981                  | на 01.03.1991                  | на 15.02.2001                  |
| ----------- | ------------------------------ | ------------------------------ | ------------------------------ |
| Хрістнах    | 257                            | 277                            | 381                            |
| Фрекайсен   | 30                             | 22                             | 216                            |
| Халлер      | 176                            | 213                            | 146                            |
| Вальдбілліг | 221                            | 332                            | 394                            |

## Уродженці
У Вальдбіллігу 3 січня 1827 народився люксембурзький письменник і поет Мішель Роданж.